# كأس رابطة الأندية الإنجليزية المحترفة 1967–68
كأس رابطة الأندية الإنجليزية المحترفة 1967–68 (بالإنجليزية: 1967–68 EFL Cup)‏ هو الموسم الثامن من كأس رابطة الأندية الإنجليزية المحترفة. والمعروفة أيضًا باسم كأس كاراباو (بالإنجليزية: Carabao Cup)‏ لأسباب تتعلق بالرعاية. المسابقة مفتوحة أمام جميع الأندية المشاركة في الدوري الإنجليزي الممتاز و‌دوري كرة القدم الإنجليزية.
فاز ليدز يونايتد باللقب، بعد فوزه على أرسنال 1–0 في النهائي.